# Paola Celli
Paola Celli (Roma, 23 agosto 1967) è una nuotatrice artistica e commentatrice televisiva italiana.

## Carriera

### Attività agonistica
Nel 1976 Paola Celli comincia a gareggiare l'A.S. Roma 70, società a cui rimarrà fedele per tutta la carriera agonistica. Già nel 1981, a soli quattordici anni, ottiene il 2º posto ai Campionati italiani assoluti con l’esercizio di squadra, bissato l'anno successivo in cui viene convocata per la prima volta in Nazionale. 
Nel 1983 partecipa ai Campionati europei di Roma, sua città natale, dove raggiunge il sesto posto nel concorso a squadre migliorando il punteggio di 149.815 ottenuto dalla nazionale nell'edizione precedente, pur perdendo una posizione nella classifica finale. Nel 1984 vince il campionato italiano categoria juniores nel duo e arriva seconda nel concorso a squadre. L’anno successivo arriva ancora seconda agli assoluti sia nel duo sia a squadre e ad agosto è presente con la squadra ai campionati europei di Sofia. 
Nel 1986, a Madrid, gareggia per la prima volta ad un'edizione dei campionati mondiali. L'anno seguente, rientrata in Italia dopo uno stage di allenamento di sette mesi negli Stati Uniti presso il Club Walnut Creek Aquanuts, si classifica terza in tre delle quattro gare degli Assoluti Italiani ed è una delle tre atlete italiane selezionate per gli europei di Strasburgo. Nel 1988, vince il suo primo titolo italiano estivo negli esercizi obbligatori e nel duo, titoli che negli anni successivi vincerà ancora rispettivamente sei e sette volte, mentre per la prima affermazione nel solo bisogna attendere l’edizione estiva seguente, dopo la quale partecipa ai campionati europei di Bonn in cui ottiene il sesto posto nel solo e il quinto nel duo in coppia con Giovanna Burlando.
Nel 1990 si classifica prima agli Assoluti estivi in tutti e quattro gli esercizi e arriva 3ª al Desenzano Sincro Super Cup nel solo, nel doppio e nel concorso a squadre garantendosi così il posto per i mondiali di Perth dell'anno seguente dove per la prima volta l’Italia si qualifica per la finale con solo, duo ed esercizio di squadra. Ai campionati europei di Atene è una delle atlete di punta nella spedizione azzurra che entra nella storia del nuoto sincronizzato italiano conquistando la prima medaglia in una manifestazione internazionale con il bronzo a squadre, mentre nel duo in coppia con Burlando giungerà ai piedi del podio totalizzando 173.254 punti. 
Ai Giochi olimpici di Barcellona 1992 si classifica dodicesima in singolare e decima nel duo sempre con Burlando, in entrambi i casi non riuscendosi qualificare per la finale ad otto, mentre a fine stagione giunge terza in coppa Europa. Nel 1993 si aggiudica il bronzo nel concorso a squadre ai campionati europei di Sheffield, mentre è ancora una volta quarta nel Duo. Nel 1994 vince la Coppa Europa con la Squadra Nazionale, con la quale arriva 3ª ai campionati USA open. 
Il 1995 è l'anno della sua ultima partecipazione ai campionati europei di nuoto a Vienna, dove vince la sua 3º medaglia con l’esercizio di squadra ed arriva l'ennesimo quarto posto nel solo dopo essersi piazzata terza nelle eliminatorie. L'anno successivo chiude l’attività agonistica con la partecipazione ai Giochi olimpici di Atlanta 1996 dove giunge 6ª con l'esercizio di squadra.

### Dopo il ritiro
Dal 1997 collabora con la Rai come commento tecnico per le telecronache del nuoto sincronizzato, nelle più importanti manifestazioni sportive nazionali e internazionali.

## Palmarès
- Europei

Atene 1991: bronzo nella gara a squadre.
Sheffiield 1993: bronzo nella gara a squadre.
Vienna 1995: bronzo nella gara a squadre.
- Coppa Europa

Nantes 1992: bronzo nel singolo e nel duo.
Vienna 1994: oro nella gara a squadre e bronzo nel duo

### Campionati italiani
- 33 titoli così ripartiti:

7 negli obbligatori
6 nel solo
8 nel duo
12 nella competizione a squadre
| Anno | Edizione  | Obbligatori | Solo | Doppio | Squadra |
| ---- | --------- | ----------- | ---- | ------ | ------- |
| 1981 | Estivi    | -           | -    | -      | 2       |
| 1982 |           | -           | -    | 2      | 2       |
| 1983 |           | -           | -    | 3      | 2       |
| 1984 | juniores  | -           | -    | 1      | 2       |
| 1985 |           | -           | -    | 2      | 2       |
| 1986 |           | -           | -    | -      | -       |
| 1987 |           | -           | 3    | 3      | 3       |
| 1988 | Invernali | -           | 3    | 2      | 2       |
| 1988 | Estivi    | 1           | 2    | 1      | 2       |
| 1989 | Invernali | 3           | 2    | -      | 1       |
| 1989 | Estivi    | 1           | 1    | -      | 1       |
| 1990 | Invernali | 3           | 2    | 3      | 1       |
| 1990 | Estivi    | 1           | 1    | 1      | 1       |
| 1991 | Invernali | 1           | 1    | 1      | 1       |
| 1991 | Estivi    | 1           | 1    | 2      | 1       |
| 1992 | Estivi    | 1           | 1    | 1      | 1       |
| 1993 | Invernali | 1           | 2    | 1      | 1       |
| 1993 | Estivi    | 2           | 2    | 1      | 1       |
| 1994 | Invernali | 2           | 2    | 1      | 1       |
| 1994 | Estivi    | 2           | 2    | 2      | 1       |
| 1995 | Invernali | 2           | 2    | 2      | 1       |
| 1995 | Estivi    | 2           | 1    | 1      | 2       |